# Paul Barth (Cellist)
Ernst August Paul Barth (* 6. November 1889 in Weimar; † 1965 in Lüneburg) war ein deutscher Virtuose auf dem Violoncello.

## Leben
Er war der Sohn des Opernsängers Arthur Barth († 1911) aus Hamburg und dessen Ehefrau Franziska geborene Hartmann und wurde dort 1889 geboren. In seiner Heimatstadt Weimar besuchte er die Großherzogliche Musikschule und im Anschluss ab 1908 das Konservatorium in Köln. Die höhere Lehrerprüfung legte er 1912 in Köln ab. Danach wirkte er als Solist auf dem Violoncello bis 1914 in Saarbrücken und nahm im Anschluss am Ersten Weltkrieg teil, wobei er auf dem Balkan, in Finnland und in Flandern zum Einsatz kam. Nach Kriegsende wurde Paul Barth im Jahre 1919 Mitglied des Rheinischen Streichquartetts, mit dem er ausgedehnte Konzertreisen in Deutschland unternahm.
Im August 1922 wurde Paul Barth Konzertmeister am Hamburger Staatstheater und gleichzeitig Leiter des Hamburger Streichquartetts und des Hamburger Trios. Mit seinen beiden Ensemblen unternahm er Tourneen nach Bulgarien, Rumänien und Skandinavien. Zum Hamburger Trio gehörten neben seiner Ehefrau Elly auch Ottomar Borwitzky (* 1890) an der Violine.
Er wohnte in Hamburg 26, Sievekingsallee 27. Im Zweiten Weltkrieg zog er mit seiner Familie 1943 nach Lüneburg, wo er noch 1954 als Konzertmeister in der Lüner Straße 14 lebte.

## Familie
Am 6. April 1921 heiratete Paul Barth die Pianistin Elly (* 1891), Tochter des promovierten Studiendirektors August Baum aus Uerdingen.